# Epopostruma monstrosa
Epopostruma monstrosa is een mierensoort uit de onderfamilie van de Myrmicinae. De wetenschappelijke naam van de soort is voor het eerst geldig gepubliceerd in 1925 door Viehmeyer.